# GP van het Zwarte Woud
De GP van het Zwarte Woud (Duits: GP Schwarzwald) (sinds 2005 bekend onder de naam GP Triberg-Schwarzwald) is een Duitse voormalige wielerwedstrijd die jaarlijks werd verreden in juni. De wedstrijd maakte deel uit van de UCI Europe Tour en was van de 1.1 categorie.
Het parcours van deze bergachtige eendagswedstrijd liep door het Zwarte Woud (Schwarzwald in het Duits) in Zuid-Duitsland en zowel start als aankomst lagen, vanaf 2003, in Triberg.

## Lijst van winnaars

### Overwinningen per land
| Overwinningen | Land                                          |
| ------------- | --------------------------------------------- |
| 4             | Duitsland                                     |
| 1             | Zwitserland , Kroatië , Denemarken , Slovenië |